# Othmane Bali
Othmane Bali , nombre real Mbarek Athmany, (mayo de 1953 - junio de 2005) fue un cantante tuareg argelino . Bali murió en un accidente en su automóvil después de la inundación de un río en su región natal de Djanet .  Bali publicó su primer álbum en 1986, y luego trabajó en la promoción de la música tuareg en el idioma Tamahaq . Bali trabajó con cantantes de fama mundial como Steve Shehan . Después de su muerte, su hijo Nabil Bali continuó su legado y tomó el mismo camino que su padre.